# Ludwig Benjamin Martin Schmid
Ludwig Benjamin Martin Schmid (* 28. Mai 1737 in Unteröwisheim; † 2. Januar 1793 in Stuttgart) war ein deutscher evangelischer Geistlicher und Hochschullehrer.

## Leben
Ludwig Benjamin Martin Schmid war der Sohn von Friedrich Benjamin Schmid (* 13. April 1701 in Hemmingen, † 23. Mai 1769 Freudenstadt), Diakon in Oberacker und Freudenstein; er hatte noch neun Geschwister.
Er wurde 1752 im Kloster Denkendorf vom Abt Philipp Heinrich Weissensee (1673–1767) aufgenommen und ging 1754 in das Kloster Maulbronn, anschließend immatrikulierte er am 6. November 1756 mit einem Stipendium als Philosophie- und Theologie-Student an der Universität Tübingen und erhielt 1758 sein philosophisches Magisterexamen. 1761 promovierte er zum Dr. theol. und ging in seinen Heimatort zurück, dort war er ein Jahr als Vikar bei seinem Vater in Unteröwisheim tätig.
1762 unternahm er eine Reise nach Lausanne und lernte den Prinzen Ludwig Eugen von Württemberg, später regierender Herzog von Württemberg, kennen. Dieser empfahl ihn, ohne sein Wissen, dem Herzog Christian August von Schleswig-Holstein-Gottorf als Hofmeister für dessen zwei Enkel Wilhelm (1753–1774) und Peter (1755–1829), der später später Bischof von Lübeck und Administrator des Herzogtums Holstein wurde, die eine Reise nach Italien machen sollten. Ludwig Benjamin Martin Schmid erhielt daraufhin, ohne den Grund zu kennen, vom Oberhofmeister der Prinzen, Oberst Carl Friedrich von Staal, der sich damals in Straßburg aufhielt, den Antrag, die Prinzen auf der Reise zu begleiten und ihnen jeden Sonntag einen Religionsvortrag abwechselnd auf Deutsch und Französisch zu halten und in weiteren Wissenschaften zu unterrichten.
Nach einem längeren Aufenthalt in Italien wurden die Prinzen 1773 an den Hof der russischen Kaiserin gerufen, um an der Hochzeit des Großfürsten Paul I. von Russland teilzunehmen. Die Kaiserin war von der Erziehung und dem Wissen der beiden Prinzen so angetan, dass sie versuchten Ludwig Benjamin Martin Schmid in Russland zu behalten und ihm anbot, Hofrat im Kommerzkollegium (entspricht der Handelskammer) oder ihr eigener Vorleser zu werden; weil er jedoch nach einer bescheidenen Lebensart strebte, schlug er das Angebot aus, blieb jedoch noch einige Zeit in Petersburg, während die zwei Prinzen nach Kiel zurücksegelten. Während dieser Rückfahrt kletterte Wilhelm am 14. Juli 1774 auf den Mastbaum, stürzte jedoch ab und schlug mit dem Kopf auf einer Kanone auf und fiel in das Wasser, der Leichnam wurde nie gefunden.
Ludwig Benjamin Martin Schmid, der ein Jahr zuvor zum holstein-gottorfischen Hofrat ernannt worden war, kehrte 1775 zum Herzog von Württemberg zurück und reiste hierzu über Land, während sein Gepäck auf dem Seeweg zurückgesandt wurde, das allerdings mit vielen kostbaren Büchern bei einem Schiffbruch verloren ging.
Nach einer Abwesenheit von 13 Jahren kehrte er 1775 wieder zu seiner Mutter zurück, die inzwischen nach Freudenstein gezogen war; sein Vater war zwischenzeitig verstorben.
Während des Aufenthaltes wurde er durch den Regierungsrat Friedrich Casimir Medicus, den er durch den, späteren Abt, Balthasar Sprenger kannte, gebeten, als Professor für Weltweisheit und Praktische Kameralwissenschaft an der Hohen Kameral-Schule zu Lautern über Naturrecht, Staats- und Finanzwissenschaft Vorlesungen zu halten, so dass er 1775 nach Lautern ging; im August 1784 zog er mit der Kameralschule nach Heidelberg um, die sich dort in Staatswirtschaftliche Hohe Schule umbenannte und an die Universität Heidelberg angegliedert wurde. Er war dort als Professor des Natur- und Völkerrechts, der Polizei-, Finanz- und Staatswirtschaft tätig. Am 20. Dezember 1785 erfolgte seine Aufnahme in den Senat der Universität Heidelberg.
Im Februar 1787 wurde er, auf eigenen Wunsch, als ordentlicher Professor der Handels- u. Finanzwissenschaft und gleichzeitig als Universitätsprediger an die Hohe Karlsschule nach Stuttgart berufen; den jüngeren Schülern der Akademie gab er hierbei auch noch Religionsunterricht. In dieser Zeit versuchte auch sein ehemaliger Zögling ihn wiederholt nach Lübeck zu rufen, um die Stelle eines wirklichen Hofrates anzunehmen, aber auch diese Angebote schlug er aus.
Ludwig Benjamin Martin Schmid heiratete am 15. Oktober 1776 Charlotta Juliana Luise, geb.  Engelbach (* 1753; † 14. Juli 1809 in Stuttgart); aus der Ehe entstammen ein Sohn und zwei Töchter:
- Maria Philippina Schmid, verheiratet mit Francois Jowand, Künstler und Kaufmann aus Verdun, Departement Donnersberg;
- Johann Friedrich Ludwig Gottlieb Schmid (* 7. Mai 1788 in Stuttgart, † Oktober 1812 in Moshaisk im russischen Feldzug);
- Johanna Louisa Henrietta Christiana Charlotte Schmid (* 10. Januar 1793 in Stuttgart; † unbekannt).

## Mitgliedschaften
- In Lautern wurde Ludwig Benjamin Martin Schmid Mitglied der pyhsikalisch-ökonomischen Gesellschaft.

## Schriften (Auswahl)
- Der Zusammenhang zwischen der Land- und Stadtwirhschaft, der Handlung, der Policey, dem Finanzwesen und der Staatswirthschaft. Lautern: im Verlage der Gesellschaft, und bey C.F. Schwan, 1776.
- Lehre von der Staatswirthschaft. Zu den Vorlesungen auf der Kameral Hohen Schule zu Lautern. Mannheim, Lautern: Verlag der Kurpfälz. Phys. Ökonom. Gesellschaft 1780.
- Pietro Verri (Verfasser); Schmid, Ludwig Benjamin Martin (Übersetzer): Betrachtungen über die Staatswirthschaft. Mannheim 1785.
- Ludwig Benjamin Martin Schmid; Joseph von Sonnenfels: Ausfuehrliche Tabellen ueber die Policey, Handlungs- und Finanzwissenschaft. Mannheim: In der Schwanischen buchhandlung, 1785.
- Ludwig Benjamin Martin Schmid; Friedrich Ferdinand Drück: Academia Carolina commendat civibus suis memoriam viri vere venerabilis Ludov. Benjamin Martini Schmid. Stuttgardiae, 1793.